# 진명선
진명선(1962년 7월 21일 (1962년 음력 6월 20일) ~)은 대한민국의 여배우이다.

## 출연작

### 영화
- 2011년 《특수본》 - 식당 여주인 역
- 2011년 《완득이》 - 페닭가게 주인 역
- 2008년 《서울이 보이냐?》 - 여인숙 주인 역
- 2006년 《한반도》 - 대회의실 각료 역
- 2006년 《호로비츠를 위하여》 - 유식 엄마 역
- 2005년 《사랑니》 - 점쟁이 역
- 2004년 《얼굴없는 미녀》 - 수연 모 역
- 2004년 《효자동 이발사》 - 최씨 부인 역

### 드라마
- 2010년 SBS 《검사 프린세스》 - 배우 '금소리'에게 악플을 달아 고소당한 여자 역
- 2011년 SBS 《신기생뎐》 - 의사 부인 역
- 2011년 SBS 《49일》 - 무속인 역
- 2011년 MBC 《최고의 사랑》 - 신문에 나온 구애정에 대해 얘기를 하는 여자 역
- 2011년 SBS 《시티헌터》 - 이경희를 걱정하는 여자 역
- 2012년 KBS2 《넝쿨째 굴러온 당신》 - 슈퍼 주인 역
- 2012년 tvN 《제3병원》 - 환자 보호자 역
- 2013년 MBC 《백년의 유산》 - 김철규네 이웃주민 역

## 학력
- 이화여자대학교 국어국문학과 (졸업)